# Actinocephalus callophyllus
Actinocephalus callophyllus là một loài thực vật có hoa trong họ Cỏ dùi trống. Loài này được (Silveira) Sano mô tả khoa học đầu tiên năm 2004.